# Thomas Angelvy
Thomas Angelvy, né en 1993 à Nantes, est un humoriste français.

## Biographie
Thomas Angelvy est né en 1993 à Nantes et grandit à côté de Limoges dans le Limousin pendant une douzaine d'années,. Il commence l'humour quand il est enfant : il fait des mini-spectacles devant sa mère dès 5 ans puis devant sa classe au collège,. Adolescent, il déménage à Poitiers et fréquente le lycée du Bois-d'Amour où il obtient son baccalauréat.
Il suit et obtient un BTS en négociation et relation client afin de devenir commercial. En 1re année, il suit un stage de théâtre de 3 jours qui le décide à déménager à Paris en 2013 pour s'engager dans cette voie. Il entre à l'École du One Man Show pour suivre des cours de théâtre pendant deux ans. En parallèle, pour subvenir à ses besoins, il est fils au pair : il loge chez une famille en échange de la garde des trois enfants.
Entre 2013 et 2015, pendant sa formation, il écrit la pièce L'un dans l'autre avec François Bondu et son premier one man show #VDT, qu'il joue entre 2015 et 2017.
En 2016-2017, il réalise des chroniques humoristiques dans C'est pas moi, c'est Google sur Radio VL puis sur Voltage FM en 2017-2018,.
Il assure les premières partie d'humoristes tels que Sébastien Cauet, Jarry, Bérengère Krief et Olivier de Benoist.
En 2018, il fait sa première tournée en France avec son manager et metteur en scène Aslem Smida. Il est invité dans de grands événements humoristiques tels que le Montreux Comedy Festival et le Festival d'Avignon. Il reçoit 14 récompenses dans plusieurs festivals d'humour (dont le prix du jury et le prix du public).
En 2019, il entre dans le domaine de la télévision en étant chroniqueur dans l'émission de Cyril Hanouna Touche pas à mon poste ! sur C8,.

## Spectacles
- L'un dans l'autre avec François Bondu
- #VDT
- Thomas Angelvy